# Mimetus epeiroides
Mimetus epeiroides es una especie de araña araneomorfa del género Mimetus, familia Mimetidae. Fue descrita científicamente por Emerton en 1882.
Habita en los Estados Unidos (desde Nueva Inglaterra al oeste de Utah). Los machos miden 4.5 mm y las hembras 3.5 mm. El caparazón de Mimetus epeiroides presenta un color amarillo claro con líneas negras que pasan por lo ojos; el abdomen también es amarillo con marcas negras.